# ホスロー (バハラーム4世の皇子)
ホスロー（Khosrow, パフラヴィー語: 𐭧𐭥𐭮𐭫𐭥𐭣𐭩）は、サーサーン朝の君主である（シャーハーン・シャー、在位：420年）。420年にヤズデギルド1世とシャープール4世が相次いで暗殺された後、貴族によって短期間王に擁立されたものの、最終的にバハラーム5世が王位を獲得した。

## 経歴
ホスローはサーサーン朝の王バハラーム4世（在位：388年 - 399年）の息子である。サーサーン朝の強力な王であったシャープール2世（在位：309年 – 379年）の死後、貴族と神官団はサーサーン朝の統治を蔑ろにして権力と影響力を増大させ、420年に殺害されたヤズデギルド1世を含む複数の王を擁立、廃位、殺害した。そしてヤズデギルド1世の死後はその息子達が王位につくことを阻止しようと努めた。ヤズデギルド1世の長男でアルメニアを統治していたシャープールが急遽サーサーン朝の首都クテシフォンへ向かい、シャープール4世として王位についたものの、すぐに貴族の手によって殺害されてしまい、ホスローが王として擁立された。
ヤズデギルド1世のもう一人の息子であるバハラームは貴族たちの決定に反発し、アル＝ヒーラのラフム朝の王、アル＝ムンズィール1世に軍事的な支援を要請した。アル＝ムンズィール1世は支援に同意し、バハラームとともに大軍を引き連れてクテシフォンへ向かった。そしてバハラームは父のヤズデギルドのような統治は行わないことを貴族たちと約束した。『シャー・ナーメ』（王の書）によって伝えられているよく知られた伝説によれば、バハラームは王冠と王の衣装を二頭のライオンの間に置き、この野生の動物を殺して取り戻した者がペルシアの王として認められるべきだと持ちかけた。
ホスローはこの提案から手を引くことを選択したが、バハラームはこの試練を乗り越え、バハラーム5世として王位を獲得した。ホスローのその後については何も知られていない。